# Lista incydentów Concorde’a
Lista poważniejszych incydentów naddźwiękowego samolotu pasażerskiego Concorde z okresu 1975–2003.
| Data                      | Operator | Oznaczenie | Miejsce           | Opis uszkodzeń |
| ------------------------- | -------- | ---------- | ----------------- | --- |
| 20 czerwca 1975(dts)      | AF       | b/d        | Caracas           | Uszkodzenie koła po uderzeniu w światło oświetleniowe pasa lotniska. |
| 15 grudnia 1976(dts)      | AF       | F-BVFB     | Paryż             | Pęknięcie opony nr 2. |
| 22 lipca 1977(dts)        | AF       | F-BVFA     | Waszyngton        | Pęknięcie opon nr 1 i 2 w wyniku uszkodzenia typu FOD. |
| 5 października 1977(dts)  | AF       | b/d        | środkowy Atlantyk | Problem z silnikiem. |
| 28 listopada 1977(dts)    | AF       | F-BVFD     | Dakar             | Uszkodzenie ogona i silnika w wyniku błędnie wykonanego lądowania. |
| 1 grudnia 1977(dts)       | AF       | b/d        | środkowy Atlantyk | Problem z silnikiem. |
| 10 grudnia 1977(dts)      | AF       | b/d        | Nowy Jork         | Wyłączenie silnika przed lądowaniem. |
| 19 grudnia 1977(dts)      | AF       | b/d        | b/d               | Przebicie opony nr 4. |
| 2 sierpnia 1978(dts)      | BA       | G-BOAD     | b/d               | Pęknięcie opony nr 2; przeciek w układzie hydraulicznym, uszkodzenie deflektora.                                                                                                |
| 10 grudnia 1978(dts)      | AF       | F-BVFA     | b/d               | Pęknięcie opony nr 7. |
| 12 grudnia 1978(dts)      | AF       | F-BVFA     | b/d               | Pęknięcie opony nr 1. |
| 29 grudnia 1978(dts)      | BA       | G-BOAC     | Nowy Jork         | Wyłączenie silnika po wystartowaniu. |
| 4 lutego 1979(dts)        | AF       | F-BVFC     | Waszyngton        | Pęknięcie opony nr 2. |
| 15 marca 1979(dts)        | AF       | F-BVFC     | Dakar             | Pęknięcie opon nr 5 i 6; wymiana kół, hamulców i silnika nr 1. |
| 2 czerwca 1979(dts)       | AF       | F-BVFC     | Nowy Jork         | Uszkodzenie bieżnika opony nr 6 spowodowało uszkodzenie skrzydła, hydrauliki i podwozia.                                                                                        |
| 14 czerwca 1979(dts)      | AF       | F-BVFC     | Waszyngton        | Pęknięcie opon nr 2,5 i 6 podczas startu spowodowało uszkodzenie układu sterowania podwoziem, układu paliwowego i hydraulicznego; samolot lądował awaryjnie na lotnisku Dulles. |
| 21 lipca 1979(dts)        | AF       | F-BVFD     | Waszyngton        | Uszkodzenie opony spowodowało uszkodzenie sprężarki silnika nr 2. |
| 31 października 1979(dts) | AF       | F-BVFD     | b/d               | Utrata bieżnika w kole nr 7. |
| 5 listopada 1979(dts)     | AF       | F-BVFD     | Waszyngton        | Samolot potrącił dwa jelenie podczas lądowania, uszkadzając prawą goleń podwozia głównego.                                                                                      |
| 21 grudnia 1979(dts)      | BA       | G-BOAB     | Heathrow          | Pęknięcie opon nr 5,6,7 i 8. |
| 5 lutego 1980(dts)        | BA       | G-BOAB     | Heathrow          | Pęknięcie opony nr 8 spowodowało uszkodzenie deflektora, hamulców oraz układu hydraulicznego.                                                                                   |
| 16 lipca 1980(dts)        | AF       | F-BVFC     | b/d               | Pęknięcie opony nr 3. |
| 16 września 1980(dts)     | BA       | G-BOAF     | Waszyngton        | Pęknięcie opony nr 8 podczas przyziemienia; uszkodzenie silnika i płatowca. |
| 13 lipca 1981(dts)        | AF       | F-BVFF     | Paryż             | Uszkodzenie opony nr 5 spowodowało usterkę silnika nr 2. |
| 9 sierpnia 1981(dts)      | BA       | G-BOAG     | Nowy Jork         | Pęknięcie opon nr 1 i 2 spowodowało uszkodzenie silnika nr 2 i przylegającego do niego zbiornika paliwa.                                                                        |
| 14 grudnia 1981(dts)      | BA       | G-BOAD     | Nowy Jork         | Blokada podwozia po wystartowaniu. |
| 26 grudnia 1981(dts)      | BA       | G-BOAE     | Nowy Jork         | Przebicie opony nr 2. |
| 30 kwietnia 1982(dts)     | BA       | G-BOAF     | Heathrow          | Przebicie opony nr 4. |
| 3 czerwca 1982(dts)       | AF       | F-BVFB     | Paryż             | Uszkodzenie opony nr 4. |
| 9 maja 1983(dts)          | AF       | F-BVFB     | Nowy Jork         | Przebicie opon nr 1 i 2. |
| 29 kwietnia 1984(dts)     | BA       | G-BOAE     | Heathrow          | Przebicie opony nr 8. |
| 11 lipca 1984(dts)        | BA       | G-BOAD     | Heathrow          | Pęknięcie opony nr 1; uszkodzenie hamulca i deflektora. |
| 14 sierpnia 1984(dts)     | BA       | G-BOAA     | Heathrow          | Pęknięcie opony nr 4; uszkodzenie deflektora. |
| 20 lutego 1985(dts)       | AF       | F-BVFF     | Nowy Jork         | Pęknięcie opony nr 8; uszkodzenie podwozia. |
| 27 lutego 1985(dts)       | BA       | G-BOAE     | Nowy Jork         | Utrata bieżnika przez opony nr 4 i 8 podczas lądowania. |
| 14 listopada 1985(dts)    | BA       | G-BOAE     | Heathrow          | Pęknięcie opony nr 7 spowodowało pożar hamulca. |
| 18 maja 1986(dts)         | AF       | F-BVFB     | Paryż             | Pęknięcie opony nr 5. |
| 15 lipca 1993(dts)        | BA       | G-BOAF     | Heathrow          | Pęknięcie opony nr 4 spowodowało uszkodzenie układu hamulcowego, silnika nr 3 oraz zbiornika paliwa nr 8.                                                                       |
| 28 lipca 1993(dts)        | AF       | F-BVFC     | Nowy Jork         | Utrata bieżnika przez oponę nr 2. |
| 26 maja 1994(dts)         | BA       | G-BOAG     | Nowy Jork         | Wysokie ciśnienie w układzie olejowym; wyłączenie silnika nr 2 na podejściu do lądowania ze względów bezpieczeństwa.                                                            |
| 21 lipca 1995(dts)        | BA       | G-BOAB     | Heathrow          | Pęknięcie opony nr 2 spowodowało uszkodzenie układu hydraulicznego. |
| 4 marca 1996(dts)         | BA       | G-BOAF     | Atlantyk          | Wyłączenie silnika nr 1 ze względu na zmiany ciśnienia paliwa. |
| 7 lutego 1997(dts)        | BA       | G-BOAE     | b/d               | Wyłączenie silnika nr 3 ze względu na pompaż oraz silnika nr 4 z powodu niskiego ciśnienia oleju.                                                                               |
| 8 marca 1997(dts)         | BA       | G-BOAB     | b/d               | Problemy z odwracaczem ciągu silnika nr 2. |
| 27 maja 1997(dts)         | BA       | G-BOAE     | b/d               | Wyłączenie silnika nr 2 w wyniku problemów z odwracaczem ciągu. |
| 3 stycznia 1998(dts)      | BA       | b/d        | Heathrow          | Ostrzeżenie o niskim poziomie paliwa po nieudanym podejściu do lądowania. |
| 25 maja 1998(dts)         | BA       | G-BOAC     | Nowy Jork         | Oderwanie części powierzchni lotki nr 2; powrót samolotu do bazy. |
| 22 lipca 1998(dts)        | AF       | F-BVFF     | Paryż             | Pęknięcie opony nr 8. |
| 28 sierpnia 1998(dts)     | BA       | G-BOAE     | Nowy Jork         | Przebicie opony nr 3 w wyniku uszkodzenia typu FOD. |
| 8 października 1998(dts)  | BA       | G-BOAC     | Atlantyk          | Uszkodzenie steru kierunku; lądowanie w Nowym Jorku. |
| 11 kwietnia 1999(dts)     | AF       | F-BVFB     | Nowy Jork         | Blokada podwozia przedniego w pozycji wysuniętej; powrót samolotu na lotnisko JFK.                                                                                              |
| 6 czerwca 1999(dts)       | BA       | G-BOAE     | Heathrow          | Problemy z układem hydraulicznym podczas podejścia do lądowania. |
| 22 stycznia 2000(dts)     | AF       | F-BVFF     | Nowy Jork         | Pęknięcie opony nr 4. |
| 29 stycznia 2000(dts)     | BA       | b/d        | Heathrow          | Usterka silnika podczas podejścia do lądowania. |
| 17 marca 2000(dts)        | BA       | G-BOAA     | Shannon           | Wyłączenie silnika nr 3; lądowanie na lotnisku w Shannon. |
| 13 czerwca 2000(dts)      | BA       | G-BOAF     | Heathrow          | Pęknięcie opony nr 6. |
| 14 lipca 2000(dts)        | BA       | G-BOAB     | Heathrow          | Uszkodzenie FOD opony nr 6; uszkodzenie deflektora. |
| 25 lipca 2000(dts)        | AF       | F-BTSC     | Paryż             | Samolot rozbił się krótko po starcie w konsekwencji uszkodzenia FOD opony (Katastrofa lotu Air France 4590).                                                                    |
| 15 marca 2002(dts)        | BA       | b/d        | Heathrow          | Problemy z silnikiem podczas fazy startu; przerwanie lotu. |
| 4 lutego 2002(dts)        | BA       | b/d        | Nowy Jork         | Pompaż silnika; lądowanie na lotnisku JFK. |
| 7 lutego 2002(dts)        | BA       | b/d        | Heathrow          | Problemy z silnikiem wymagające powrotu do bazy. |
| 30 października 2002(dts) | BA       | b/d        | Heathrow          | Odkrycie pęknięć na szybie zewnętrznej. |
| 3 listopada 2002(dts)     | BA       | b/d        | Heathrow          | Pompaż silnika; wymagany powrót do bazy. |
| 6 listopada 2002(dts)     | AF       | b/d        | Nowy Jork         | Usterka silnika; kontynuowanie lotu do Paryża. |
| 27 listopada 2002(dts)    | BA       | b/d        | Heathrow          | Uszkodzenie steru kierunku; powrót do bazy. |
| 15 marca 2002(dts)        | BA       | b/d        | Heathrow          | Problemy z silnikiem podczas fazy startu; przerwanie lotu. |
| 19 lutego 2003(dts)       | AF       | b/d        | Nowy Jork         | Wyłączenie silnika nr 3; zawrócenie samolotu na lotnisko. |
| 27 lutego 2003(dts)       | AF       | b/d        | Nowy Jork         | Uszkodzenie steru kierunku; powrót na lotnisko JFK. |